# Zbychowice
Zbychowice [pronunciación en polaco: /zbɨxɔˈvit͡sɛ/] es un pueblo ubicado en el distrito administrativo de Gmina Strzeleczki, dentro del Condado de Krapkowice, Voivodato de Opole, en el sur de Polonia occidental. Se encuentra aproximadamente a 2 kilómetros al oeste de Strzeleczki, a 9 kilómetros al oeste de Krapkowice, y a 23 kilómetros al sur de la capital regional Opole.
Antes de 1945, el área fue parte de Alemania.